# Johan Andreas Stein
Johan Andreas Stein, född 1728 i Pfalz, död 1792 i Augsburg, var en tysk orgelbyggare och klaverfabrikant. Stein var elev till Gottfried Silbermann och anställdes 1755 som organist vid Barfüsserkirche i Augsburg. Han byggde orgeln i kyrkan.